# Abdul Razak (football)
Pour les articles homonymes, voir Abdul Razak (homonymie).
Abdul Rtggfak, né le 11 novembre 1992 à Bouaké, est un footballeur international ivoirien qui évolue au poste de milieu de terrain.

## Biographie

### En club
Le 15 février 2011, Abdul Razak prend part à son premier match en professionnel en entrant en toute fin de match à la place de David Silva lors du match comptant pour la 26e journée de Premier League face à West Bromwich Albion (victoire 3-0).
Le 29 septembre 2012, il est prêté pour trois mois à Charlton Athletic (D2 anglaise),.

### En sélection
Le 15 août 2012, Razak honore sa première sélection en A lors du match amical face à la Russie (1-1).

## Statistiques
| Saison                | Club                     | Championnat           | Championnat | Championnat | Coupe(s) nationale(s) | Coupe(s) nationale(s) | Compétition(s) continentale(s) | Compétition(s) continentale(s) | Compétition(s) continentale(s) | Côte d'Ivoire | Côte d'Ivoire | Total | Total |
| Saison                | Club                     | Division              | M.          | B.          | M.                    | B.                    | Comp.                          | M.                             | B.                             | M.            | B.            | M.    | B.    |
| 2010-2011             | Manchester City          | Premier League        | 1           | 0           | -                     | -                     | -                              | -                              | -                              | -             | -             | 1     | 0     |
| 2011-2012             | Manchester City          | Premier League        | 1           | 0           | 3                     | 0                     | -                              | -                              | -                              | -             | -             | 4     | 0     |
| 2011-2012             | Portsmouth (prêt)        | Championship          | 3           | 0           | -                     | -                     | -                              | -                              | -                              | -             | -             | 3     | 0     |
| 2011-2012             | Brighton & Hove (prêt)   | Championship          | 6           | 0           | -                     | -                     | -                              | -                              | -                              | -             | -             | 6     | 0     |
| 2012-2013             | Manchester City          | Premier League        | 3           | 0           | 1                     | 0                     | -                              | -                              | -                              | 2             | 0             | 6     | 0     |
| 2012-2013             | Charlton Athletic (prêt) | Championship          | 2           | 0           | -                     | -                     | -                              | -                              | -                              | 3             | 0             | 5     | 0     |
| Total sur la carrière | Total sur la carrière    | Total sur la carrière | 16          | 0           | 4                     | 0                     | -                              | -                              | -                              | 5             | 0             | 25    | 0     |